# Александров, Фёдор Михеевич
Фёдор Михе́евич Алекса́ндров (25 декабря 1912 года [7 января 1913] — 15 октября 1986 года) — советский офицер-танкист, в годы Великой Отечественной войны — младший лейтенант, командир танкового взвода 47-го огнемётного танкового полка 10-й штурмовой инженерно-сапёрной бригады 6-й гвардейской армии 1-го Прибалтийского фронта, Герой Советского Союза (24.03.1945), майор.

## Биография
Родился 25 декабря 1912 года (7 января 1913 год) в деревне Шима ныне Лужского района Ленинградской области в семье рабочего. Русский. Образование неполное среднее. Трудовую деятельность начал в 1930 году путевым рабочим Кировской (ныне Октябрьской) железной дороги.
В РККА призван в 1936 году, а по окончании действительной военной службы, с 1938 года, работал начальником пункта технического осмотра вагонов в депо г. Кемь Карельской АССР).
В апреле 1942 года призван в действующую армию, направлен на кестеньгское направление Карельского фронта, где был стрелком в 23-й гвардейской стрелковой дивизии (26-я армия). Член ВКП(б)/КПСС с 1942 года. После окончания курсов младших лейтенантов в 1944 году назначается командиром танкового взвода.
Командир танкового взвода 47-го огнемётного танкового полка (10-я штурмовая инженерно-саперная бригада, 6-я гвардейская армия, 1-й Прибалтийский фронт) младший лейтенант Фёдор Александров с 30 июня по 2 июля 1944 года отличился в боях за выход к городу Полоцку (Витебская область Белоруссии).
Своей инициативой в бою, смелостью действий увлекал пехоту вперёд, для чего 6 раз выходил из танка под огнём противника, чтобы выяснить, что мешает продвижению нашей пехоты вперёд. Тем самым завоевал восхищение личного состава 210-го стрелкового полка 71-й стрелковой дивизии, которых он поддерживал.
30 июня в бою за овладение опорным пунктом немцев в районе Белый Двор и Заскорки возглавлял взвод танков, действующих в обход опорного пункта, и первым ворвался в тыл противника, огнём из пушки, пулемёта и огнемёта уничтожал бежавшего в панике противника, при этом уничтожил до 100 немцев. В течение часа взвод Александрова удерживал Заскорки до подхода советской пехоты.
В деревне Белый Двор прикрыл огнём своего танка танк гвардии лейтенанта Портного, который порвал гусеницу при развороте на траншее противника, не дав тем самым сжечь противнику танк, входящий в состав роты.
1 июля 1944 года в бою за населённые пункты Шурманы, Лесина и Меруги совершил со взводом обходный манёвр с фланга и при выходе в районе Лесины встретился с двумя самоходными установками противника, задерживавшими продвижение основной группы советских танков и пехоты. Вступив в единоборство с ними, дважды заставил их отходить, тем самым открыл путь для советских танков и личным примером увлёк за собой всю группу преследования.
За период боевых действий с 30 июня по 2 июля 1944 года уничтожил до 200-т солдат и офицеров противника, подавил огонь 8-ми пулемётов, 3 противотанковых орудий, разбил одну миномётную батарею и захватил в плен радиста с радиостанцией.
Указом Президиума Верховного Совета СССР от 24 марта 1945 года «за образцовое выполнение боевых заданий командования на фронте борьбы с немецко-фашистскими захватчиками и проявленные при этом мужество и героизм» младшему лейтенанту Фёдору Михеевичу Александрову присвоено звание Героя Советского Союза с вручением ордена Ленина и медали «Золотая Звезда» (№ 5981).
24 июня 1945 года Ф. М. Александров участвовал в Параде Победы и вёл свой танк по брусчатке Красной площади Москвы.
После войны офицер продолжал службу в танковых частях Советской Армии. С 1958 года майор Ф. М. Александров — в запасе. Жил в городе Ленинграде (ныне — Санкт-Петербург). Умер 15 октября 1986 года.
Похоронен во Всеволожском районе Ленинградской области на Ковалёвском кладбище (участок 6).

## Семья
Супруга — Нина Павловна Александрова

## Награды
Имеет следующие награды:
- Медаль «Золотая Звезда» Героя Советского Союза
- Орден Ленина
- Орден Красного Знамени
- Орден Отечественной войны I степени
- Два ордена Красной Звезды
- Медали

## Память
- Портрет Ф. М. Александрова установлен в Галерее Героев Советского Союза в Петрозаводске.